# شید ۴۵

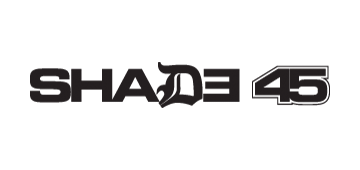
شید ۴۵ نام شبکه

شید ۴۵ نام شبکه رادیویی شخصی امینم است که در آن به بررسی مسائل هیپ هاپ پرداخته می‌شود.